# Doteli
Doteli, ou Dotyali (डोटेली) é uma  língua indo-ariana falada por cerca de 800,000 pessoas, escrito na escrita Devanagari. Tem status oficial no Nepal de acordo com a Parte 1, Seção 6 da Constituição do país 2072 (2015).
Existem quatro dialetos principais de Doteli,:Baitadeli, Bajhangi Nepali, Darchuli e Doteli próprio A inteligibilidade mútua entre esses dialetos é alta e todos os dialetos de Doteli são capazes de compartilhar materiais baseados na linguagem.
| Distrito   | Nome da língua                   |
| ---------- | -------------------------------- |
| Kailali    | Baitadeli, Bajhangi, Nepali      |
| Kanchanpur | Baitadeli Nepali, Nepali         |
| Doti       | Dotyali, Doteli                  |
| Dadeldhura | Dotyali, Dadeldhuri              |
| Baitadi    | Baitadi, Baitadeli, Dotyali      |
| Darchula   | Darchuleli, Dotyali              |
| Bajhang    | Bajhangi Bajhangi Nepali, Nepali |

## História
De acordo com Rahul Sankrityayan Doteli ou Dotyali é um dialeto da língua kumaoni que foi trazido para Doti por uma seção da Dinastia Katyuri da divisão Kumaon que governou Doti até 1790. O reino de Doti foi formado depois que o reino de Katyuri se dividiu em oito estados principescos de diferentes seções de Katyuris. No entanto, no Nepal, é considerado um dialeto nepalês; embora os intelectuais locais e o povo de Doti, aqueles que falam a língua Doteli, estejam cada vez mais exigindo que sua língua seja reconhecida como uma das línguas nacionais do Nepal.